# Itsandra Mdjini
Itsandra Mdjini est une ville de l'union des Comores, située sur la côte occidentale de l'île de Grande Comore, à la périphérie nord de la capitale Moroni.
En 2012, sa population est estimée à 3 757 habitants.
Il abrite notamment la résidence du chef de l'État comorien, le palais de Beit-Salam.
En 1981, les Sud-Africains y avaient mis en place une importante base d'écoute.